# 多婁王
多婁王（たるおう、生年未詳 - 後77年）は、百済の第2代の王（在位：28年 - 77年）であり、始祖の温祚王の嫡男。10年に太子となり、28年2月に温祚王の死去により王位についた。諱・諡は伝わっていない。子に己婁王。

## 治世
先王のときと同じく、即位当初から東北辺の靺鞨との戦いが続いた。初めのうち(30年、31年）はこれらを大いに殺したり捕虜にしたが、治世の中ごろには攻め込まれるばかりとなり、56年には牛谷城（ぎゅうこくじょう、ウゴクソン）を築いて備えることとした。一方、東方では63年には領域を娘子谷城（じょうしこくじょう、忠清北道清原郡）まで広げ、新羅に対して会盟を申し入れたが、受け容れられなかった。そこで64年、軍を派遣して新羅の蛙山城（あざんじょう、ワサンソン。忠清北道報恩郡）を攻撃したが勝つことができず、南の方へ戦場を移し、狗壌城（くじょうじょう、クヤンソン。忠清北道沃川郡）で新羅の兵を敗走させた。これ以後、蛙山城は新羅との係争地となり、互いに奪回を繰り返した。最終的には蛙山城を新羅に奪回されたまま、多婁王は在位50年にして77年9月に薨去した。
33年には初めて稲田を作らせたと記されているが、ここに出る「田」は日本で言うところの「畑」であり、朝鮮で稲作が普及するのは15世紀以降のことである。また、38年秋には、穀物の不作を理由として私酒造を禁じた、という記事もある。